# 坪井俊輔
坪井 俊輔（つぼい しゅんすけ、1994年（平成6年）10月8日 - ）は、日本の実業家。横浜国立大学理工学部卒業。株式会社うちゅう創業者、同元代表取締役CEO。サグリ株式会社創業者、同代表取締役CEO。農林水産省「デジタル地図」を活用した農地情報の管理に関する検討会委員。iU情報経営イノベーション専門職大学 客員教授。2021年度MITテクノロジーレビューiU35に選出。2022年度Forbes Japan 30 Under 30に選出。

## 経歴
神奈川県横浜市出身。鎌倉学園中学校・高等学校卒業。
2014年、横浜国立大学理工学部に入学。
大学在学中に、NPO法人ETICが主催する私塾MakersUniversityの1期生に採択され、その後2016年6月株式会社うちゅうを設立。民間初、宇宙教育を起点とした教育事業の開発・運営を行う。
2017年4月より一般社団法人DMMアカデミーの1期生に採択された。
2018年4月に第三回日本アントレプレナー大賞を受賞した。
2018年6月にサグリ株式会社を設立。
2019年2月にGet in the Ring Osaka Light Roundにて優勝。
2019年7月にSingularity University Global Impact Challenge Japanにて優勝。
2019年9月5日にインド・バンガロールにてサグリ株式会社の子会社となるSagri Bengaluru Private Limitedを設立。
2019年10月11日に世界経済フォーラムが任命する組織グローバルシェイパーズコミュニティーにてGlobalShaperに任命される。
2019年11月28日に農林水産省における「デジタル地図」を活用した農地情報の管理に関する検討会の委員を務めた。
2021年6月2日に衛星データで農業課題の解決に取り組むサグリ株式会社は、リアルテックファンド（所在地：東京都墨田区、代表：丸幸弘、永田暁彦）をリード投資家として、みなとキャピタル株式会社、池田泉州キャピタル株式会社、株式会社広島ベンチャーキャピタル、ひょうご神戸スタートアップファンド、他エンジェル投資家等を引受先とする総額約1.55億円の第三者割当増資を実施した。
2021年11月25日に2021年度米国マサチューセッツ工科大学（MIT）のメディア部門「MITテクノロジーレビュー」が主催する国際アワードの日本版である「Innovators Under 35 Japan2021」において未来を創る35歳未満のイノベーターの1人に選出された。
2022年8月22日に「Forbes Japan 30 Under 30」ソーシャルインパクト部門に選出された。